# Jardín Botánico Litoreano de Porto Caleri

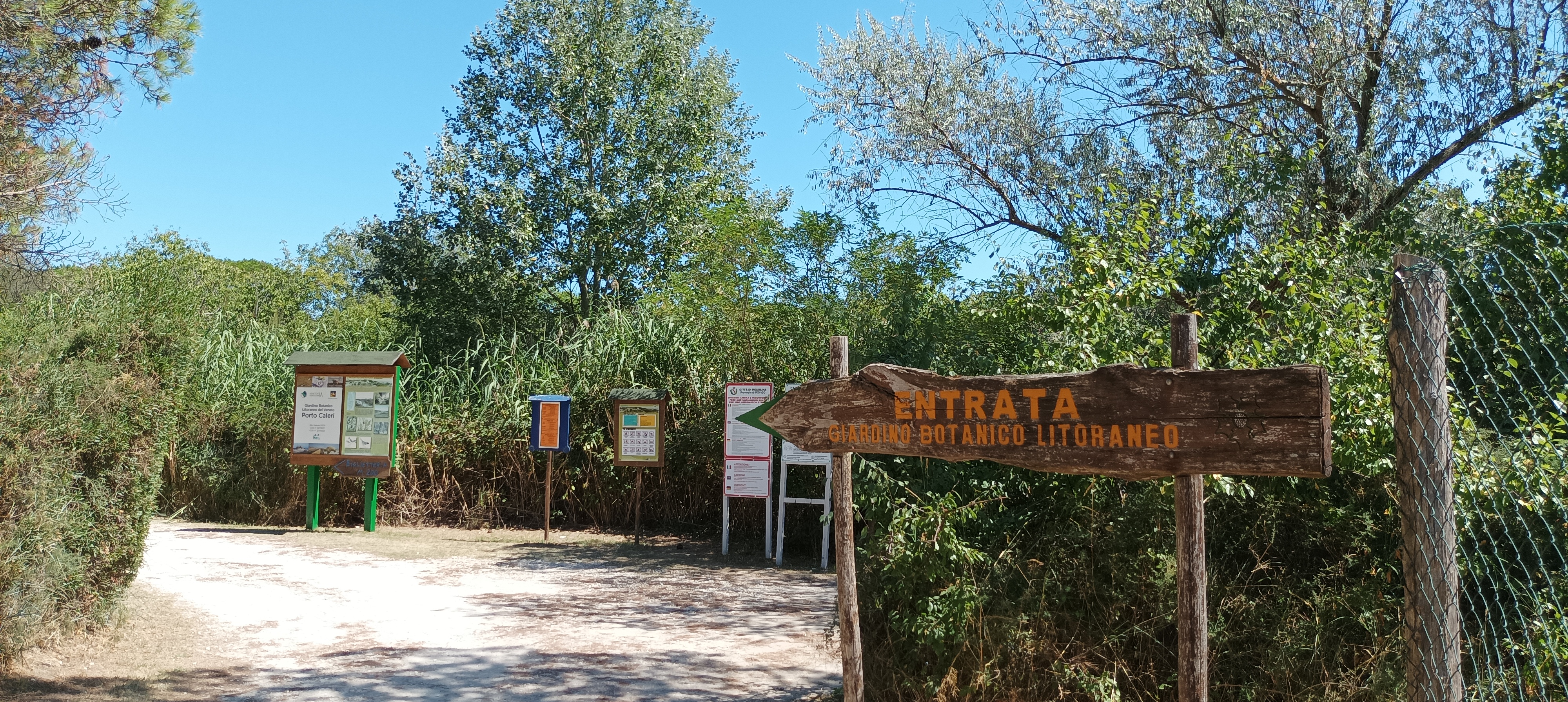
Accesso.

El Jardín Botánico Litoreano de Porto Caleri (en italiano: Giardino Botanico Litoraneo di Porto Caleri también conocido como Giardino Botanico Litoraneo del Veneto), es una reserva de naturaleza y jardín botánico de unas 23 hectáreas de extensión situado en Rosolina, Italia.

## Localización
Giardino Botanico Litoraneo di Porto Caleri, Via Porto Caleri, Rosolina Mare, Rosolina, Provincia di Rovigo, Veneto, Italia.45°04′0″N 12°14′0″E / 45.06667, 12.23333
Está abierto en los meses cálidos del año solamente unos días por semana.

## Historia
El jardín botánico fue creado en 1990, y está administrado por el "Servizio Forestale Regionale di Padova e Rovigo" en colaboración con la Universidad de Padua. 

## Colecciones
Consiste en una estrecha faja de dunas entre la desembocadura del río Adigio y el Po di Levante, contiene vegetación indígena de arenales, Marisma salina, con bosquetes de pinos y olmos. 
Alberga una docena de ecosistemas con unas 220 especies vegetales, siendo quizás lo más sobresaliente las orquídeas nativas. 
Entre las especies que alberga el jardín se incluyen Agropyretum juncei, Agropyron junceum, Ambrosia maritima, Ammophila littoralis, Ammophiletum arenariae, Artemisia coerulescens, Arthrocnemum fruticosum, Aster tripolium, Cakile marittima, Calystegia soldanella, Centaurea tommasinii, Cephalantera, Cladium mariscus, Conyza canadensis, Cycloloma atriplicifolia, Cynodon dactylon, Cyperus kalli, Echinophoro spinosae, Enteromorpha, Erianthus ravennae, Eryngium maritimum, Frangula alnus, Halimione portulacoides, Hippophae rhamnoides, Juniperus communis, Limonium serotinum, Oenothera biennis, Ophrys sphecodes, Orchis morio, Phillyrea, Phragmites australis, Pinus pinaster, Pinus pinea, Puccinellia palustris, Quercus ilex, Scabiosa argentea, Schoenus nigricans, Typha, Ulmus minor, Ulva, Vulpia membranacea, Xanthium italicum, y Zosteretum noltii.
Existen tres senderos (de una longitud de 600 metros, 1650 metros, y 2850 metros) que permiten una observación más próxima del medioambiente.